# Edgar Itt
Edgar Itt (* 8. Juni 1967 in Gedern) ist ein ehemaliger deutscher Leichtathlet und Olympiamedaillengewinner, der in den 1980er und 1990er Jahren ein erfolgreicher 400-Meter-Läufer und 400-Meter-Hürdenläufer war. Seine bedeutendste Leistung ist die Bronzemedaille bei den Olympischen Spielen 1988 in Seoul im 4-mal-400-Meter-Staffellauf.
Edgar Itt startete wie Harald Schmid für den TV Gelnhausen. In seinen letzten drei Jahren als aktiver Leichtathlet wurde er von Harald Schmid trainiert. In seiner aktiven Zeit war er 1,86 m groß und wog 75 kg.
Edgar Itt wuchs in Ortenberg bei Gedern auf. Sein afrikanischer Vater starb, als er vier Jahre alt war. Er machte das Abitur am Gymnasium Nidda. Er studierte an der Universität Frankfurt am Main Betriebswirtschaftslehre und hat einen Abschluss als Diplom-Kaufmann. Er leitete von 1998 bis 2000 die Sponsoring-, Sport- und Musikmarketing-Abteilung eines Unternehmens. Seit 2000 ist er in Frankfurt am Main Motivationstrainer für Führungskräfte und Mitarbeiter von Unternehmen. 2012 war er als Mentaltrainer der deutschen Leichtathleten bei den Olympischen Spielen in London dabei. Seit Dezember 2013 ist er mit der Musikerin und Schauspielerin Ariane Roth verheiratet.

## Erfolge
- 1985: Junioreneuropameisterschaften
  - Platz 2 mit der 4-mal-400-Meter-Staffel
- 1986: Europameisterschaften
  - Platz 2 mit der 4-mal-400-Meter-Staffel (3:00,17 min, zusammen mit Klaus Just, Jörg Vaihinger und Harald Schmid; Edgar Itt als zweiter Läufer)
- 1986: Juniorenweltmeisterschaften
  - Platz 3 im 400-Meter-Lauf
- 1987: Weltmeisterschaften
  - Platz 4 mit der 4-mal-400-Meter-Staffel (2:59,96 min)
  - 400-Meter-Hürdenlauf: Im Vorlauf ausgeschieden
- 1988: Olympische Spiele
  - Platz 3 mit der 4-mal-400-Meter-Staffel (3:00,66 min, zusammen mit Norbert Dobeleit, Jörg Vaihinger und Ralf Lübke; Edgar Itt als zweiter Läufer)
  - Platz 8 im 400-Meter-Hürdenlauf (48,78 s)
- 1989: Europacup-Finale
  - Platz 1 im 400-Meter-Lauf
- 1990: Europameisterschaften
  - Platz 2 mit der 4-mal-400-Meter-Staffel (3:00,64 min, zusammen mit Klaus Just, Norbert Dobeleit und Carsten Köhrbrück; Edgar Itt als zweiter Läufer)
  - Platz 8 im 400-Meter-Hürdenlauf (49,83 s)
- 1994: Europameisterschaften
  - Platz 5 im 400-Meter-Hürdenlauf (49,11 s)
- 1994: Deutsche Meisterschaften
  - Platz 1 im 400-Meter-Hürdenlauf

Seine persönliche Bestzeit über 400 Meter Hürden steht bei 48,48 s, die er 1994 in Erfurt erreichte. Damit liegt er hinter Harald Schmid, Joshua Abuaku und Constantin Preis auf Platz vier der ewigen deutschen Bestenliste (Stand: Sommer 2023).

## Auszeichnungen
- Silbernes Lorbeerblatt[4]